# 신카와촌
신카와촌(新川村)은 1889년 4월 1일부터 1951년 4월 1일까지 존재했던 지바현 히가시카쓰시카군의 촌이다.  현재의 나가레야마시 북부에 해당한다.

## 역사
- 1889년 4월 1일 - 정촌제 시행에 의해 히가시카쓰시카군 신카와촌이 성립하였다.
- 1890년 - 도네 운하가 개통되었다.
- 1951년 4월 1일 - 히가시카쓰시카군 나가레야마정 및 야기촌과 합병해, 에도가와정이 되었다.

## 교통

### 도로
- 나가레야마 가도 (후일 현도 마쓰도노다선)
- 모리야 가도 (후일 이바라키현도・지바현도 47호 모리야 나가레야마선)

### 철도
- 도부 철도 노다 선